# Guy Stéphan

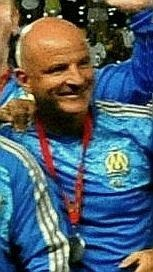
Guy Stéphan, 2011

Guy Stéphan (* 17. Oktober 1956 in Ploumilliau, Bretagne) ist ein ehemaliger französischer Fußballspieler. Mittlerweile arbeitet der frühere Offensivspieler als Trainer. Als Trainerassistent ist er seit 2012 unter Didier Deschamps für die französischen A-Nationalmannschaft zuständig und gehörte dabei zum Trainerteam beim Gewinn des Weltmeistertitels 2018.

## Sportlicher Werdegang
Stéphan begann seine Erwachsenenkarriere im unterklassigen Bereich. Nach Stationen bei Louannec Sports, US Perros und Stade lannionnais im Amateurbereich wechselte er 1976 zu EA Guingamp, seinerzeit in die Division 3 als höchste Amateurspielklasse aufgestiegen. Mit dem Klub schaffte er am Ende seiner ersten Spielzeit den Aufstieg in die Division 2, wo er in der Folge als regelmäßiger Torschütze glänzte. In der Spielzeit 1979/80 trug er mit neun Saisontoren zum Erreichen des dritten Tabellenplatzes bei, lediglich aufgrund der schlechteren Tordifferenz gegenüber dem punktgleichen Konkurrenten Stade Rennes verpasste er mit der Mannschaft die Barragespiele zur Division 1. Daraufhin warb ihn der Konkurrent, der nach einer 2:3-Niederlage und einem 0:0-Remis gegen Olympique Avignon die Möglichkeit zum Sprung in die Erstklassigkeit verpasst hatte, ab. Unter Trainer Pierre Garcia gehörte er ebenso wie der gleichfalls von EA Guingamp verpflichtete Alain Doaré jedoch nicht zu den Stammkräften, in der Offensivreihe um Gérard Saliné, Philippe Morin und Guy Nosibor war kaum ein Vorbeikommen und in 21 Saisonspielen gelangen ihm nur zwei Treffer. Im Sommer 1981 wechselte Stéphan zum Zweitligaklub Le Havre AC, bei dem er – als Viert- und Fünftplatzierter – ebenso erfolglos um den Erstligaaufstieg spielte. Nach zwei weiteren Spielzeiten bei US Orléans lief er in der Spielzeit 1985/86 nochmals für SM Caen auf, ehe er seine aktive Laufbahn beendete.
Nach seinem Karriereende betreue Stéphan zunächst die Reservemannschaft von SM Caen in der Division 3, ehe er ab 1988 im französischen Profifußball als Trainer arbeitete. Erste Station war  in der Spielzeit 1988/89 der Zweitligist FC Montceau, anschließend war er drei Spielzeiten beim Ligakonkurrenten FC Annecy tätig. Nach einem neunten Platz in der Spielzeit 1991/92 folgte er einem Angebot des Erstligisten Olympique Lyon, wo er sich als Assistent dem Trainerstab von Raymond Domenech anschloss. Unter dessen Nachfolger Jean Tigana blieb er im Amt, ehe er nach dessen Abgang zur AS Monaco im Sommer 1995 zum Cheftrainer aufrückte. Unter seiner Leitung platzierte sich der Vizemeister in der Spielzeit 1995/96 auf dem elften Tabellenplatz, nachdem zu Beginn der folgenden Spielzeit nur vier Siege aus den ersten 14 Saisonspielen gelangen ersetzte der Klub ihn durch Bernard Lacombe. Im Sommer 1997 übernahm er das Traineramt bei Girondins Bordeaux, nach acht Siegen aus den ersten 21 Saisonspielen war das Engagement beim südwestfranzösischen Klub im Dezember wieder beendet und Élie Baup trat die Nachfolge an.
Ab 1998 war Stéphan erstmals für die Fédération Française de Football tätig. Dabei trainierte er einerseits den 1980er Jahrgang als französische U-17-, U-18- bzw. U-19-Juniorenauswahlmannschaft sowie andererseits gehörte er zum Trainerstab von Roger Lemerre bei der A-Nationalmannschaft. Nach seinem Abschied von der FFF im Sommer 2002 nach dem frühzeitigen Scheitern des Titelverteidigers bei der WM-Endrunde 2002 war er zunächst ohne Job, ehe er im Herbst seinen Landsmann Bruno Metsu als senegalesischen Nationaltrainer beerbte. Beim Afrika-Cup 2004 scheiterte er mit der Auswahlmannschaft an der von Lemerre betreuten tunesischen Nationalmannschaft und nach dem Verpassen der Qualifikation für das Weltmeisterschaftsturnier 2006 musste er im Herbst 2005 seinen Platz räumen. 2007 unterstützte er zeitweise Tigana bei Beşiktaş Istanbul, ehe er 2009 als Assistent von Didier Deschamps bei Olympique Marseille in den französischen Fußball zurückkehrte. Gemeinsam gewannen sie in der Spielzeit 2009/10 den Meistertitel sowie mehrfach nationale Pokaltitel. Als Deschamps 2012 Laurent Blanc als Nationaltrainer beerbte, folgte Stéphan ihm zur FFF.
Gemeinsam wollten Deschamps und Stéphan nach dem Viertelfinal-Aus bei der EM-Endrunde 2012 ein junges Team auch in Hinblick auf die Heim-EM 2016 aufbauen, in der Folge wurden zahlreiche Spieler getestet. Erst nach dem erneuten Viertelfinal-Aus bei der WM 2014 zeigte sich bei den folgenden beiden Turnieren der Erfolg: bei der EM 2016 gelang die Vizeeuropameisterschaft nach einer Finalniederlage im Stade de France in der Verlängerung gegen Portugal durch einen Treffer von Éder und bei der WM 2018 in Russland der zweite Titelgewinn in der Geschichte der Èquipe tricolore. Im Juni 2022 verpasste Deschamps ein Länderspiel gegen Dänemark aus familiären Gründen, daraufhin stand Stéphan bei der 1:2-Niederlage als verantwortlicher Vertreter interimistisch an der Außenlinie.